# Auraba
Auraba (o «Aomaba», «Awraba» y «Awarba») es una tribu bereber que forma parte de la Confederación de los branas, que se ilustra durante la lucha contra la conquista árabe del Magreb en el siglo VII y luego, durante la Constitución del Estado idrisí en el siglo VIII.
Las tribus de Awrabas se describen como originarios de la moderna Libia.
En su libro la conquista musulmana y establecimiento del norte de África y España, el autor Abd al-Wāḥid Dhannūn Ṭāhā, basándose en varias fuentes bibliográficas, como las de Ibn Khaldoun, precisa en su libro la presencia, antes de la conquista de África del norte, de tribus Auraba en el Marruecos actual.
E.F. Gautier  confirma la presencia de tribus Awraba en tropas de Karuna (Koceila).
Después de que Kusaila fuera derrotado por los Omeyas en 686, las tribus fueron repartidas en grandes partes de África del norte. Una parte importante se asentó en la región de Aures del noreste de Argelia,  alrededor de Batna (y Touggourt).